# Emil Rantzau
Christian Emil Heinrich Julius rigsgreve Rantzau (12. juli 1827 i Kongens Lyngby – 15. februar 1888 i Kiel) var en holstensk adelsmand og politiker.
Han var søn af Christian Rantzau (1796-1857) og dennes 1. hustru. Rantzau gik i skole i Ratzeburg og gennemgik jurastudiet, hvilket var typisk for den holstenske adel, med studier ved universiteterne i Berlin, Heidelberg og Kiel og tog i 1856 sin jurauddannelse ved det hjemlige universitet i Kiel. Han efterfulgte i 1857 sin slægtning Otto Rantzau som provst for det adelige frøkenkloster i Uetersen og havde dette embede indtil 1864.
Efter farfaderens død 1857 (han levede længere end sin søn) overtog Emil Rantzau majoratsgodset Rastorf, blev guvernør og landdrost i Hertugdømmet Lauenburg. Fra 1861 var han medlem af den holstenske stænderforsamling, og 1867 udnævnte den preussiske regering ham til landdagsmarskal i den slesvig-holstenske provinslanddag, hvilken stilling han beklædte til sin død. Han blev senere virkelig preussisk gehejmeråd.
10. oktober 1857 ægtede han i Kiel Caroline Christiane Elisabeth komtesse Reventlow (3. marts 1837 i Slesvig by – 25. juni 1917 i Preetz), datter af Heinrich greve Reventlow (1796-1841) og Julie Louise Frederikke rigsgrevinde Rantzau (1808-1894).